# 곡성 도동묘 회헌실기목판
곡성 도동묘 회헌실기목판(谷城 道東廟 晦軒實記木板)은 대한민국 전라남도 곡성군 오곡면 오지리, 도동묘에 있는, 안향(1243∼1306)의 시문집『회헌실기』를 간행하기 위한 목판이다. 1999년 7월 5일 전라남도의 유형문화재 제210호로 지정되었다.

## 개요
고려시대 문인이자 유학자인 안향(1243∼1306)의 시문집『회헌실기』를 간행하기 위한 목판으로, 영조 42년(1766) 죽계서원에서 간행한 초간본 목판 55매와 고종 22년(1845)에 간행한 중간본 목판 32매 등 총 87매이다.
안향은 원종 1년(1260) 문과에 급제하여 교서랑, 감찰어사, 좌승지 등의 벼슬을 지냈다. 그는 여러 차례에 걸쳐 원나라를 다녀오면서 주자학의 학풍을 보고, 주자 관련 서적을 베껴오고, 주자학을 우리나라에 보급하기 위하여 많은 노력을 하였다. 안향은 우리나라 최초의 주자학자라고 할 수 있다. 중국에서는 그를 일러 ‘동방의 주자’라고 하였다. 시호는 ‘문성’이며, 여러 서원에서 그를 모시고 제사지내고 있다. 그의 영정이 국보 제111호로 지정되어 국립중앙박물관에서 보관하고 있다.
이 목판은 판각과정의 기록이 남아 있다는 점이 인쇄사 측면에 그 가치가 인정되고 있다. 현재 전남 곡성의 도동묘에 소장되어 있다.

## 같이 보기
- 도동묘 - 전라남도의 문화재자료 제29호

## 참고 문헌
- 곡성 도동묘 회헌실기목판 - 국가유산청 국가유산포털